# Полезные ископаемые Норвегии
Норвегия имеет значительные запасы нефти, природного газа, руд железа, титана, ванадия, цинка. Есть месторождения руд свинца, меди, нерудного сырья — апатитов, графита, нефелинового сиенита (табл. 1).

## Общая характеристика
Таблица. Основные полезные ископаемые Норвегии состоянию на 1999 г.
| Полезные ископаемые     | Запасы         | Запасы | Содержание полезного компонента в рудах, % | Доля в мире, % |
| Полезные ископаемые     | Подтвержденные | Общие  | Содержание полезного компонента в рудах, % | Доля в мире, % |
| Оксид бериллия, тыс. т. | 2              | 2      |                                            | 0,9            |
| Железные руды, млн т    | 550            | 1740   | 33 (Fe)                                    | 0,3            |
| Золото, т               |                | 3      | 2,9 г/т                                    |                |
| Медь, тыс. т            | 640            | 920    | 1,23 (Cu)                                  | 0,1            |
| Нефть, млн т            | 1600           |        |                                            | 1,2            |
| Никель, тыс. т          | 160            | 185    | 0,1 (Ni)                                   | 0,3            |
| Природный газ, млрд м3  | 1480           |        |                                            | 1              |
| Свинец, тыс. т          | 23             | 68     | 0,8 (Pb)                                   |                |
| Уголь, млн т            | 35             | 135    |                                            |                |
| Апатит, млн т           | 2,4            | 3,5    | 8 (Р2О5)                                   | 0,05           |
| Цинк, тыс. т            | 194            | 1060   | 2 (Zn)                                     | 0,1            |

## Отдельные виды полезных ископаемых
Нефть и газ. По запасам нефти страна занимает 1-е, а природного газа — 2-е место среди стран Европы (2000). Большая часть месторождений приурочено к отложениям палеогена и юры Северного моря (грабены Вайкинг и Центральный). Крупнейшие по запасам месторождения: Статфьорд (317 млн т), Тролль (50 млн т нефти и 1287 млрд м3 газа), Озеберг (145 млн т нефти и 60 млрд м3 газа), Фригг (225 млрд м3).
По оценкам 1997 года, в норвежском секторе Северного моря промышленные запасы нефти оценивались в 1,5 млрд т, а газа — в 765 млрд м3. Таким образом, здесь сосредоточено 3/4 общих запасов и месторождений нефти в Западной Европе. По запасам нефти Норвегия в конце XX в. вышла на 11-е место в мире. В норвежском секторе Северного моря сконцентрирована половина всех запасов газа в Западной Европе, и Норвегия в этом отношении удерживает 10-е место в мире. Перспективные запасы нефти достигают 16,8 млрд т, а газа — 47,7 трлн м3. Установлено наличие крупных запасов нефти в водах Норвегии к северу от Северного полярного круга. По данным 2011 года, в распоряжении Норвегии находятся 5,67 млрд баррелей нефти, причем все они расположены на континентальном шельфе и могут быть поделены на 3 сектора: Северное море, Норвежское море и Баренцево море. Почти вся нефть в настоящее время добывается в Северном море, а месторождения Баренцева моря пока находятся в стадии промышленного освоения.
Норвежское нефтегазовое месторождение Тролль является крупнейшим в Северном море. Месторождение разделено на две структуры: Тролль-Ист и Тролль-Уэст. Доказанные запасы залежи Тролль-Ист — 1287 млрд м3 газа и 17 млн т конденсата. Нефтяная залежь Тролль-Уэст содержит около 31 трлн м3 попутного газа.
По сообщению Нефтяного управления (Norvegian Petroleum Directorate), в 1999  г. суммарные запасы газовых открытий в Норвегии составили 55-75 млрд м3. В конце 2000 г. компания ExxonMobil объявила об обнаруженном в Норвежском море месторождении в отложениях юрского возраста (св. 6506/6-1), запасы газа которого, как предполагается, превышают 100 млрд м3. В Баренцевом море компания Agip обнаружила газовое месторождение Гамма (св. 7019/1-1).
Уголь. Норвегия располагает наиболее крупными месторождениями каменного угля арктической части Европы, расположенными на островах архипелага Шпицберген. Ресурсы каменного угля Шпицбергена по состоянию на 2002 год, по данным норвежских геологов, оцениваются в 10 млрд т, из них достоверные и вероятные запасы составляют около 135 млн т, в том числе достоверные около 35 млн т. Запасы каменного угля сконцентрированы в основном на месторождениях Гора Пирамида (Ниж. карбон), Баренцбург, Грумант-Сити, Лонгир (палеоцен). Основной каменноугольный район расположен в центральной части о. Восточный Шпицберген, где действуют 4 рудника.
Железняк — главный металлический ресурс Норвегии. По запасам железных руд Норвегия занимает 6-7-е место среди стран Европы (1999). Месторождения железных руд страны представлены тремя основными типами: железистыми кварцитами докембрийского возраста (месторождение Бьорневатн с общими запасами 1 млрд  т, в том числе достоверными 100 млн т, и другие); магнетит-гематитовых рудами в осадочных месторождениях кембрий-силурийского возраста (месторождение вблизи Дундерланна, в районе фьорда Рана); гематит-магнетитовыми рудами в магматических месторождениях ильменит-магнетитовой формации (Кодали, Тельнес, Рьодсанн и другие).
Ванадий. По запасам ванадиевых руд Норвегия занимает 2-е место (после Финляндии) в Западной Европе. Содержание V2O5 в рудах 0,3-0,5 %. Основные запасы сосредоточены в титаномагнетитовых рудах месторождения Рьодсанн и оцениваются в 12-15 млн т руды. Запасы приурочены к докембрийской толще амфиболитов, перемежающихся с гнейсами. Руды сложены магнетитом и ильменитом с примесью ванадия.
Титан. По запасам титановых руд Норвегия занимает ведущее место среди стран Европы. Магматические месторождения титановых (ильменитовых) руд связаны с габбро-норитовыми и анортозитовыми интрузиями докембрийского возраста. Основной промышленный интерес представляет анортозитовая провинция Эйгерсунн, где располагаются крупнейшие в Европе месторождения этого типа. Важное значение имеет месторождение Тельнес (крупнейшее в Европе месторождение ильменита) с общими запасами ильменита 300 млн т. Второе по величине месторождение ильменит-апатит-магнетитовых руд  — Кодали — приурочено к дайке пироксенитов перми. Запасы месторождения оцениваются в 100 млн т, достоверные — 30 млн т руды. Среднее содержание TiO2 в рудах колеблется в пределах 8-18 %.
Медь. По запасам медных руд Норвегия входит в первую десятку стран Европы (1999). Наиболее значительные месторождения медноколчеданных руд вулканогенно-эксгаляционного генезиса связаны с поясом эвгеосинклинальных комплексов кератофировых формаций в каледонидах. Промышленное значение имеют меднорудные районы: Тронхейм (месторождения Льоккен, Тверфьеллет, Фосдален и прочие), Сулитьельма (Сулихьельма), Реппарфьорд (Хаммерфест), Гронг (Йома, Скуруватн).
Молибден. Запасы молибденовых руд в Норвегии связаны с единственным в Европе жильным молибденовым месторождением Кнабен и вольфрам-молибденовым месторождением Эрсдален. Перспективным является район Телемарк — Эйгерсунн.
Никель. Запасы никелевых руд средние. Часть никеля сосредоточено в месторождениях медно-никелевой формации, генетически связанной с интрузиями норитов. Месторождения располагаются в южной части Норвегии — в породах докембрийского фундамента (Тельнес), и на севере — в каледонских породах. Рудные минералы: пирротин, пентландит, халькопирит.
Полиметаллы. Свинцовая минерализация приурочена к песчаникам докембрийского и нижнекембрийского возраста и прослеживается вдоль восточного фронта каледонидов почти на 2000 км. В рамках каледонид известен ряд месторождений стратифицированных массивных сульфидных руд вулканогенно-эксгаляционного происхождения. Наибольшие месторождения — Блейквассли и Муфьеллет. Линзовые рудные тела имеют мощность до 25 м. Важным источником получения цинка являются также медно-колчеданные месторождения.
Ниобий. В Норвегии имеются запасы руд ниобия — месторождение Сьовьо, связанное с пирохлорсодержащими карбонатитами комплекса Фен. Общие запасы руды оцениваются в 60 млн т при содержании Nb2O5 0,2-0,5 % и апатита 7 %.
Платиноиды. Прогнозные ресурсы МПГ Норвегии незначительны и составляют до 300 т (~0,6 % мировых).
Другие полезные ископаемые. Из других ископаемых в Норвегии есть руды серебра (собственно серебра — Конгсберг, и свинцово-цинковые месторождения с серебром — Муфьеллет и Блейквассли), золота (колчеданные месторождения), фосфатных руд (апатиты месторождения Кодали, связанного с ясупирангитовой дайкой магматической провинции грабена Осло), графита (Скаланн, на о. Сенья), нефелинового сиенита (о. Схьерньо), оливинового песка (район Ахейм), полевого шпата (в пегматитах района Гламсланн), талька (серпентинитовые тела в кембрий-ордовикських филитах Алтенмарка и на месторождении Гудбрансдален-Валье), известняков (Слемместад, Дален, Кирхолт), доломита (трещинно-жильные месторождения, связанные с габбро района Крагерьо), мрамора (около Люнгстада).